# Kepler-42
Kepler-42, trước đây được gọi là KOI-961, là một ngôi sao lùn đỏ nằm trong chòm sao Thiên Nga và cách Mặt Trời khoảng 131 năm ánh sáng. Nó có ba hành tinh ngoài hệ mặt trời đã biết, tất cả đều nhỏ hơn Trái Đất về bán kính, và có thể cũng có khối lượng. 

## Hệ hành tinh
| Nhiệt độ                           | Kepler-42c          | Kepler-42b            | Kepler-42d            | Trái Đất             |
| Độ Kelvin Độ Celsius Độ Fahrenheit | 728 K 455 °C 851 °F | 524 K 251 °C 483.8 °F | 454 K 181 °C 357.8 °F | 255 K −18 °C −0.4 °F |
| Chú thích:                         |                     |                       |                       |                      |

| Thiên thể đồng hành (thứ tự từ ngôi sao ra) | Khối lượng | Bán trục lớn (AU) | Chu kỳ quỹ đạo (ngày)             | Độ lệch tâm | Độ nghiêng | Bán kính           |
| ------------------------------------------- | ---------- | ----------------- | --------------------------------- | ----------- | ---------- | ------------------ |
| c                                           | <2.06 M🜨   | 0.006             | 0.45328731± 0.00000005            | 0           | —          | 0.73± 0.03 R🜨      |
| b                                           | <2.73 M🜨   | 0.0116            | 1.21377060+0.00000023 −0.00000025 | 0           | —          | 0.76± 0.03 R🜨      |
| d                                           | <0.9 M🜨    | 0.0154            | 1.86511236+0.00000075 −0.00000071 | 0           | —          | 0.67+0.04 −0.03 R🜨 |

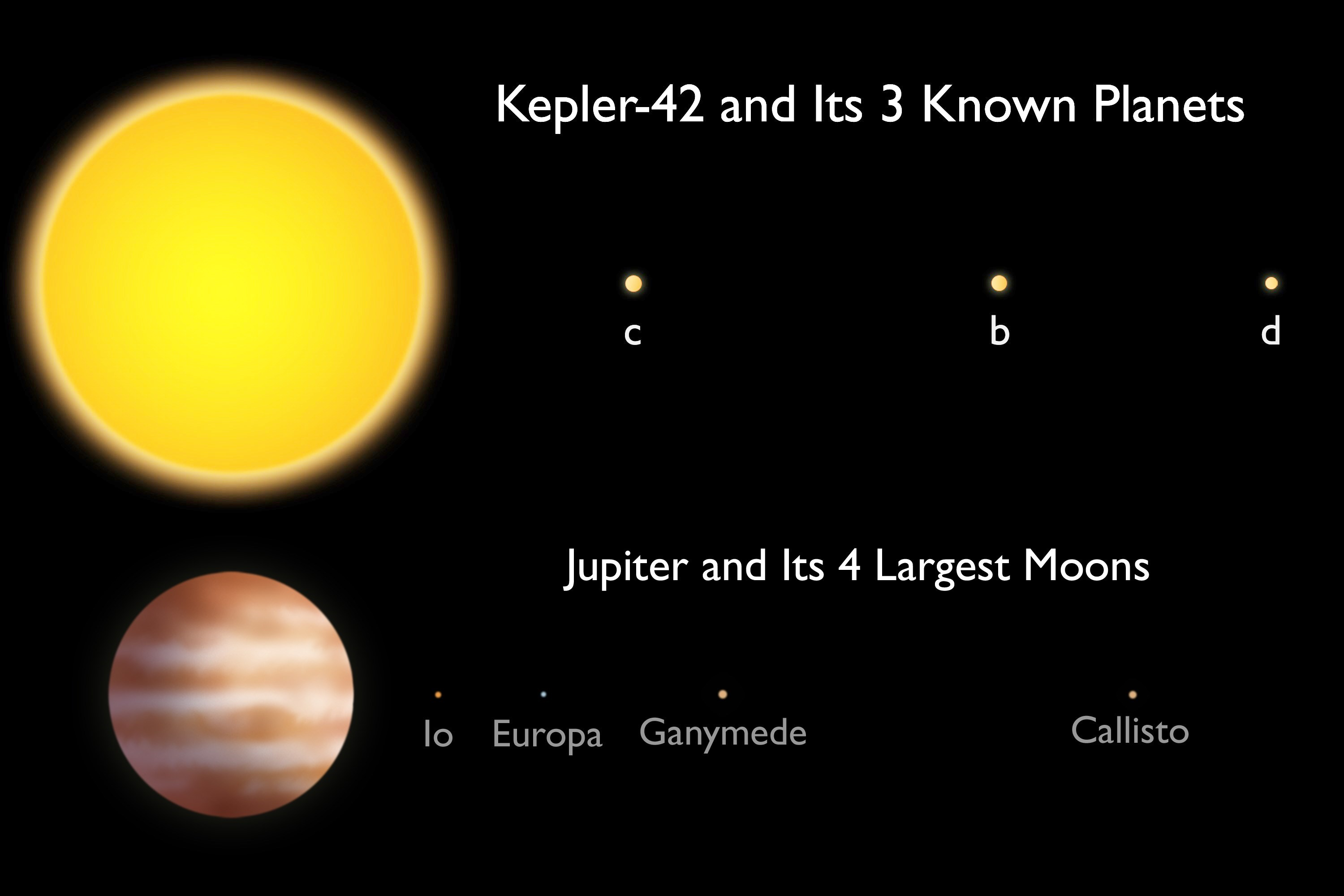

NASA được phát hiện vào tháng 2 năm 2011 và được xác nhận vào ngày 10 tháng 1 năm 2012, sử dụng Kính viễn vọng Không gian Kepler. Bán kính của những hành tinh này nằm trong khoảng từ bán kính của Sao Hỏa đến Sao Kim. Hệ thống Kepler-42 chỉ là hệ thống thứ hai được biết đến chứa các hành tinh có bán kính Trái Đất hoặc nhỏ hơn (hệ thống đầu tiên là hệ thống Kepler-20 trong hình bên trái). Quỹ đạo của các hành tinh này cũng nhỏ gọn, làm cho hệ thống (bản thân ngôi sao chủ của nó có bán kính tương đương với bán kính của một số Sao Mộc nóng) giống với Hệ Mặt Trời của các hành tinh khổng lồ như Sao Mộc hoặc Sao Thổ hơn Hệ Mặt Trời. Mặc dù kích thước nhỏ của các hành tinh này và ngôi sao là một trong những ngôi sao mờ nhất trong trường Kepler với các hành tinh đã được xác nhận, việc phát hiện các hành tinh này là có thể do kích thước nhỏ của ngôi sao, khiến các hành tinh này chặn tỷ lệ ánh sáng sao lớn hơn trong quá trình di chuyển của chúng.

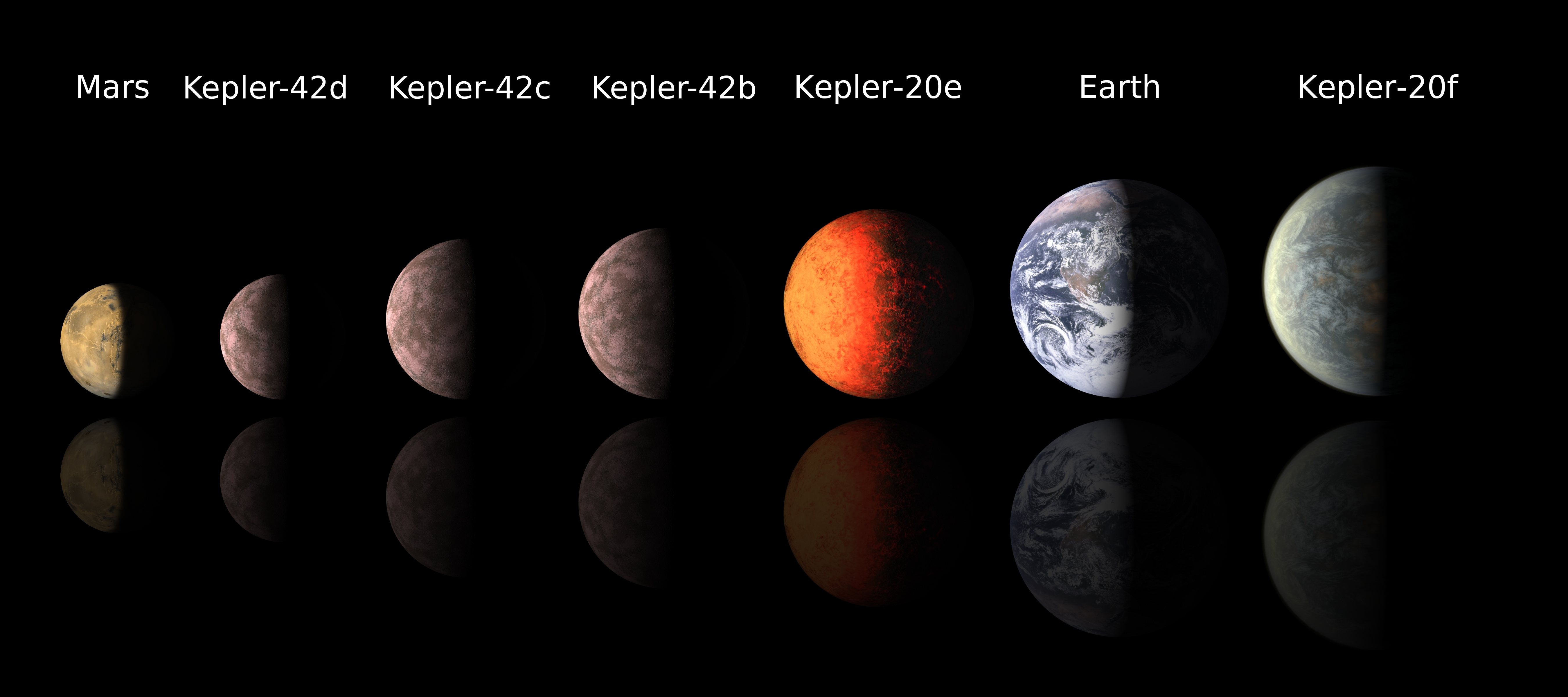
Trái Đất, Sao Hỏa và các hành tinh của hệ thống này so với Kepler-20e và Kepler-20f, những hành tinh ngoại có kích thước trên mặt đất đầu tiên được phát hiện bên ngoài Hệ Mặt trời